# Priziac
Priziac är en kommun i departementet Morbihan i regionen Bretagne i nordvästra Frankrike. Kommunen ligger i kantonen Le Faouët som tillhör arrondissementet Pontivy. År 2022 hade Priziac 1 024 invånare.

## Befolkningsutveckling
Antalet invånare i kommunen Priziac
| Referens: INSEE |